# Black salve
Black salve či Cansema (nebo zjednodušeně černá mast) je název nebezpečného kontroverzního výrobku k alternativní léčbě rakoviny. Jedná se o leptavý, místně aplikovaný krém černé barvy, neboli eschariotikum, který spálí a rozloží kožní tkáň a zanechá po sobě silný černý strup nazývaný eschara. Leptavé přípravky byly široce užívány k ošetření kožních lézí v prvních desetiletích 20. století, ale poté byly nahrazeny bezpečnějšími a efektivnějšími způsoby léčby.  Eschariotika jako Black salve jsou v současné době nabízena některými obchodníky v oblasti alternativní medicíny jako léčba rakoviny kůže, často je jejich prodej podpořen nepodloženými svědectvími a tvrzeními o jejich účinnosti. 
Úřad pro kontrolu potravin a léčiv, vládní agentura USA, eviduje Black salve jako "falešný léčivý prostředek pro rakovinu" a varuje spotřebitele před jejím použitím.